# ベルナルト・スハイテマン
- バーナード・シャイトマン[1][2]

ベルナルト・スハイテマン（Bernard Schuiteman、1973年10月3日 - ）は、オランダの元サッカー選手。ポジションはディフェンダー。フェイエノールト国際スカウト、浦和レッドダイヤモンズ欧州チーフスカウト。